# Bahnstrecke Schortens Weißer Floh–Wilhelmshaven Ölweiche
| Streckennummer: | 1552                 |                                      |                                      |
| Streckenlänge: | 10,5 km              |                                      |                                      |
| Spurweite: | 1435 mm (Normalspur) |                                      |                                      |
| Stromsystem: | 15 kV 16,7 Hz ~      |                                      |                                      |
| Streckengeschwindigkeit: | 80 km/h              |                                      |                                      |
| |                      |                                      |                                      |
| \| \| \| von Sande \| \| \| \| 0,0 \| Schortens Weißer Floh (Abzw) \| Schortens Weißer Floh (Abzw) \| \| \| \| nach Esens \| \| \| \| \| B 210 \| \| \| \| 2,1 \| Accum (Kr Friesland) \| Accum (Kr Friesland) \| \| \| \| L 814 \| \| \| \| \| Groß Fedderwarder Tief \| \| \| \| \| K 92 \| \| \| \| \| L 810 \| \| \| \| \| Samaria Leide \| \| \| \| \| K 291 \| \| \| \| 10,5 \| Wilhelmshaven Ölweiche \| Wilhelmshaven Ölweiche \| \| \| \| Industriestammgleis Wilhelmshaven \| \| \| \| \| nach Wilhelmshaven Vynova, Tanklager \| \| \| \| \| nach Wilhelmshaven JadeWeserPort \| \| |                      |                                      |                                      |
| Strecke |                      | von Sande                            | von Sande                            |
| Blockstelle | 0,0                  | Schortens Weißer Floh (Abzw)         | Schortens Weißer Floh (Abzw)         |
| Abzweig geradeaus und nach links |                      | nach Esens                           | nach Esens                           |
| Strecke mit Straßenbrücke |                      | B 210                                | B 210                                |
| Dienststation / Betriebs- oder Güterbahnhof | 2,1                  | Accum (Kr Friesland)                 | Accum (Kr Friesland)                 |
| Strecke mit Straßenbrücke |                      | L 814                                | L 814                                |
| Brücke über Wasserlauf |                      | Groß Fedderwarder Tief               | Groß Fedderwarder Tief               |
| Strecke mit Straßenbrücke |                      | K 92                                 | K 92                                 |
| Strecke mit Straßenbrücke |                      | L 810                                | L 810                                |
| Brücke über Wasserlauf |                      | Samaria Leide                        | Samaria Leide                        |
| Strecke mit Straßenbrücke |                      | K 291                                | K 291                                |
| Dienststation / Betriebs- oder Güterbahnhof | 10,5                 | Wilhelmshaven Ölweiche               | Wilhelmshaven Ölweiche               |
| Abzweig geradeaus und nach rechts |                      | Industriestammgleis Wilhelmshaven    | Industriestammgleis Wilhelmshaven    |
| Abzweig geradeaus und nach links |                      | nach Wilhelmshaven Vynova, Tanklager | nach Wilhelmshaven Vynova, Tanklager |
| Strecke |                      | nach Wilhelmshaven JadeWeserPort     | nach Wilhelmshaven JadeWeserPort     |

Die Bahnstrecke Schortens Weißer Floh–Wilhelmshaven Ölweiche ist eine eingleisige, elektrifizierte Güter-Nebenbahn in Niedersachsen.

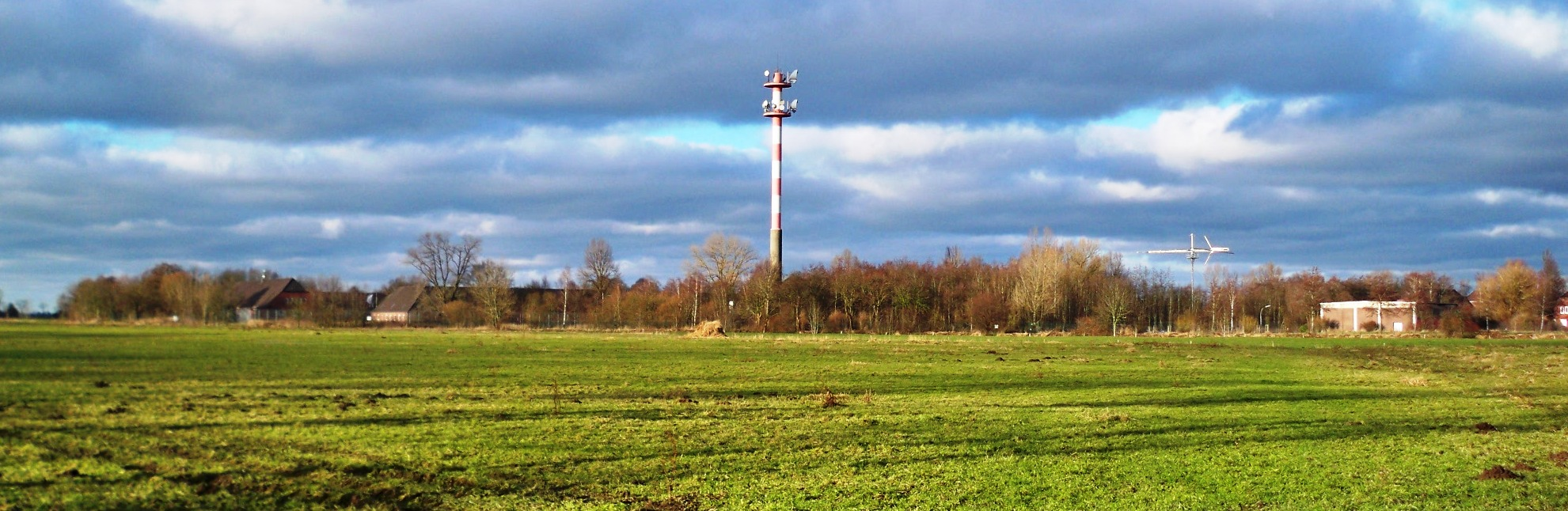
Der Funkturm in der Admiral-Zimmermann-Kaserne in Sengwarden muss vor den Störungen der schleifenden Lokomotiv-Stromabnehmer durch Einhausung der Bahnstrecke geschützt werden.

Die Strecke zweigt im Ortsteil Weißenfloh der Stadt Schortens von der Ostfriesischen Küstenbahn ab und endet stumpf in den Industriegebieten nördlich von Wilhelmshaven. Sie wurde ursprünglich als Industriestammgleis mit einer Höchstgeschwindigkeit von 25 km/h errichtet, wurde jedoch im Zuge der Ertüchtigung der Schienenverbindungen für den JadeWeserPort für eine Geschwindigkeit von 80 km/h ausgebaut und erhielt mit dem Betriebsbahnhöfen Accum und Ölweiche je eine Kreuzungsmöglichkeit. Bei der Deutschen Bahn ist die Ortsteilbezeichnung Weißenfloh zur Betriebsstellenbezeichnung Weißer Floh mutiert.
Gemeinsam mit Teilen der Ostfriesischen Küstenbahn und der Bahnstrecke Wilhelmshaven–Oldenburg wurde die Strecke als Planfeststellungsabschnitt 6 bis Ende 2022 für schwere Güterzüge ertüchtigt und elektrifiziert, um Zeit und Kosten für das Umspannen der Lokomotiven einzusparen. Ein zwei Kilometer langer Abschnitt musste hierzu aufwendig eingehaust werden, damit die nahe gelegene Marinefunkstelle in Sengwarden nicht durch Funkenbildung der an der Oberleitung schleifenden Stromabnehmer gestört wird. Die Einhausung schirmt zur Nordseite und über der Fahrleitung ab.
Am Ende der Bahnstrecke östlich der Ölweiche (Lage) verzweigt sich die Strecke:
- Strecke 1552 (Bahnstrecke Wilhelmshaven Ölweiche–Wilhelmshaven Nord) nach Südosten zu den Kohlekraftwerken Engie von 2015 und Uniper von 1976. Die Elektrifizierung soll bis 2026 abgeschlossen sein.[4]

- Strecke 1553 nach Norden zum Chemiewerk Voslapp und zur Wilhelmshavener Raffinerie (ehem. Mobil Oil). Planungen zur Elektrifizierung der Strecke sind nicht bekannt geworden.

- Strecke 1554 nach Osten zum JadeWeserPort. Die Strecke wurde ebenfalls bis in den 16-gleisigen Güterbahnhof des JadeWeserPorts elektrifiziert. Von dort werden die Züge mit Diesellokomotiven an den Kai rangiert. Da ISO-Container von oben be- und entladen werden, verbietet sich hier eine Oberleitung.

## Galerie

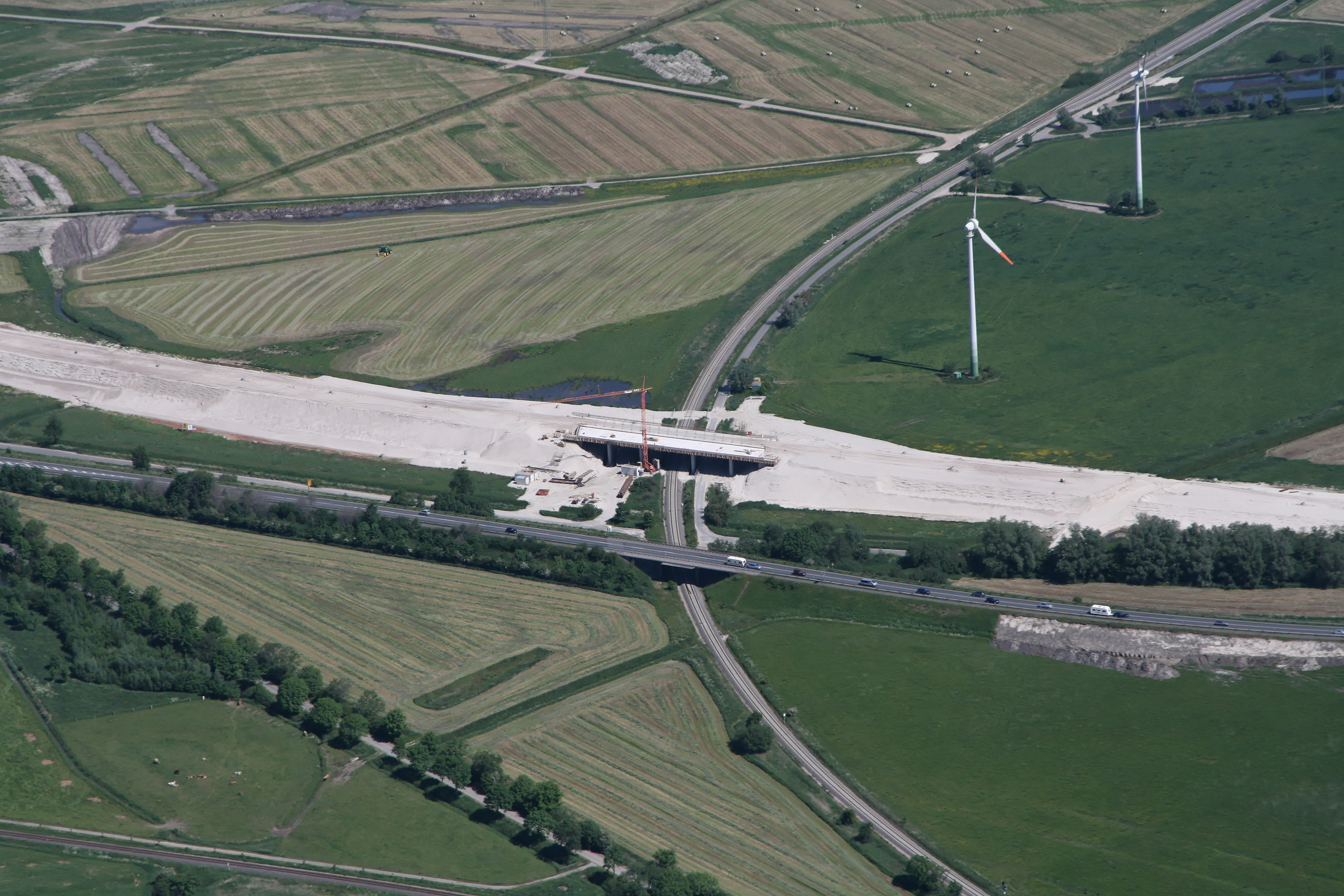
Brücke der Bundesstraße 210 östlich Schortens
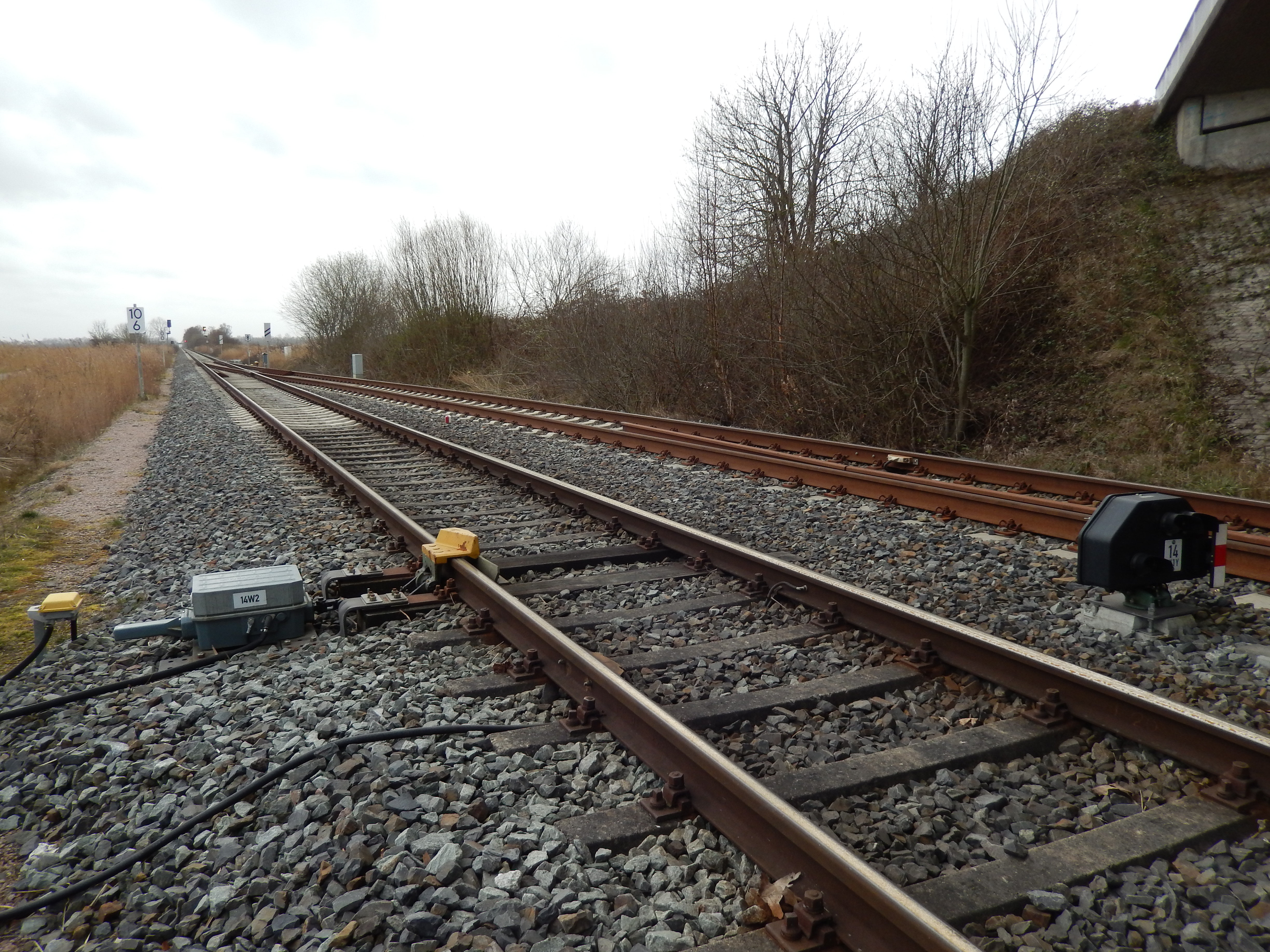
Bahnhof Ölweiche in Richtung Accum
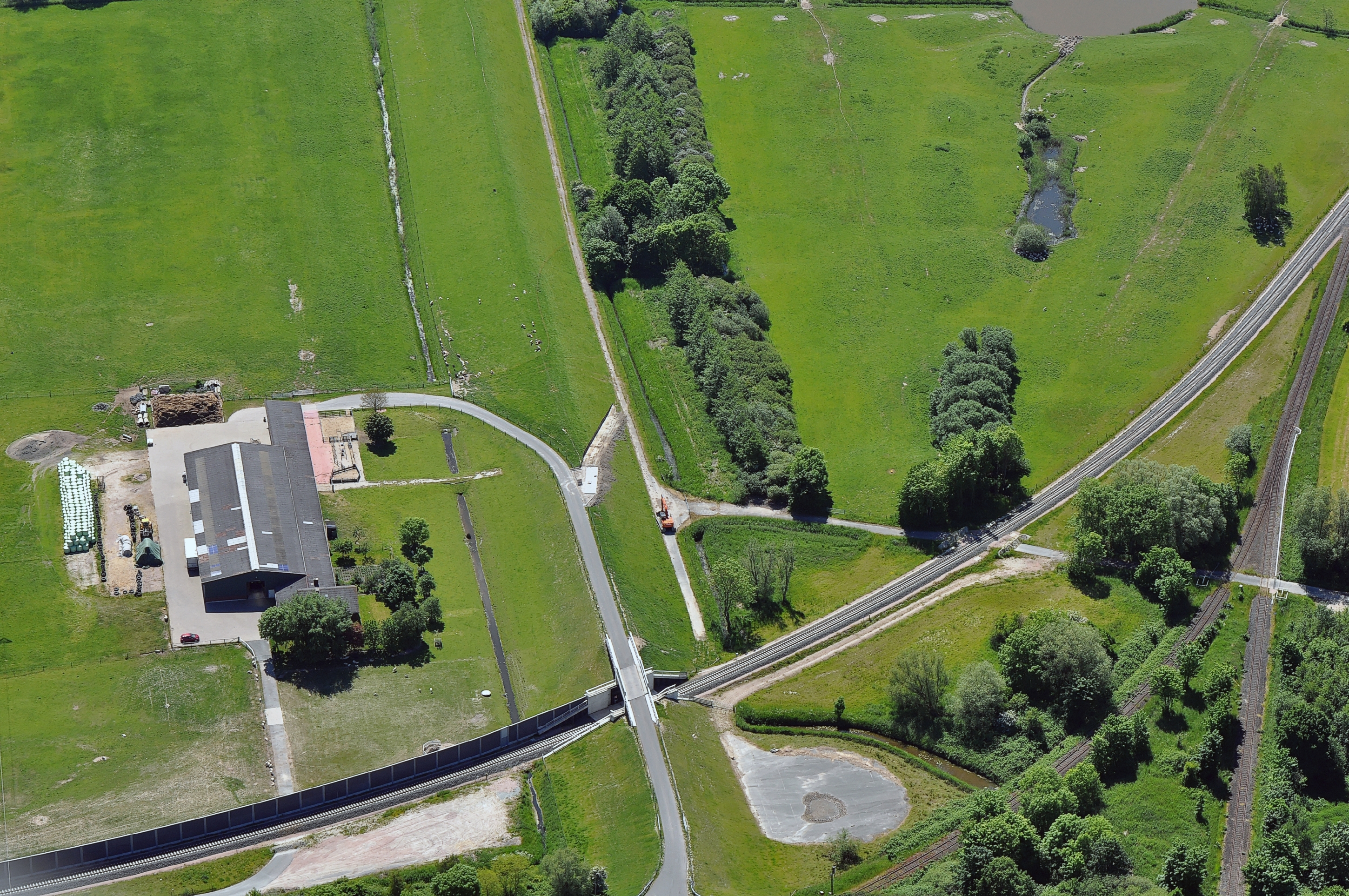
Luftbild beim Bahnhof Ölweiche mit Anschlüssen
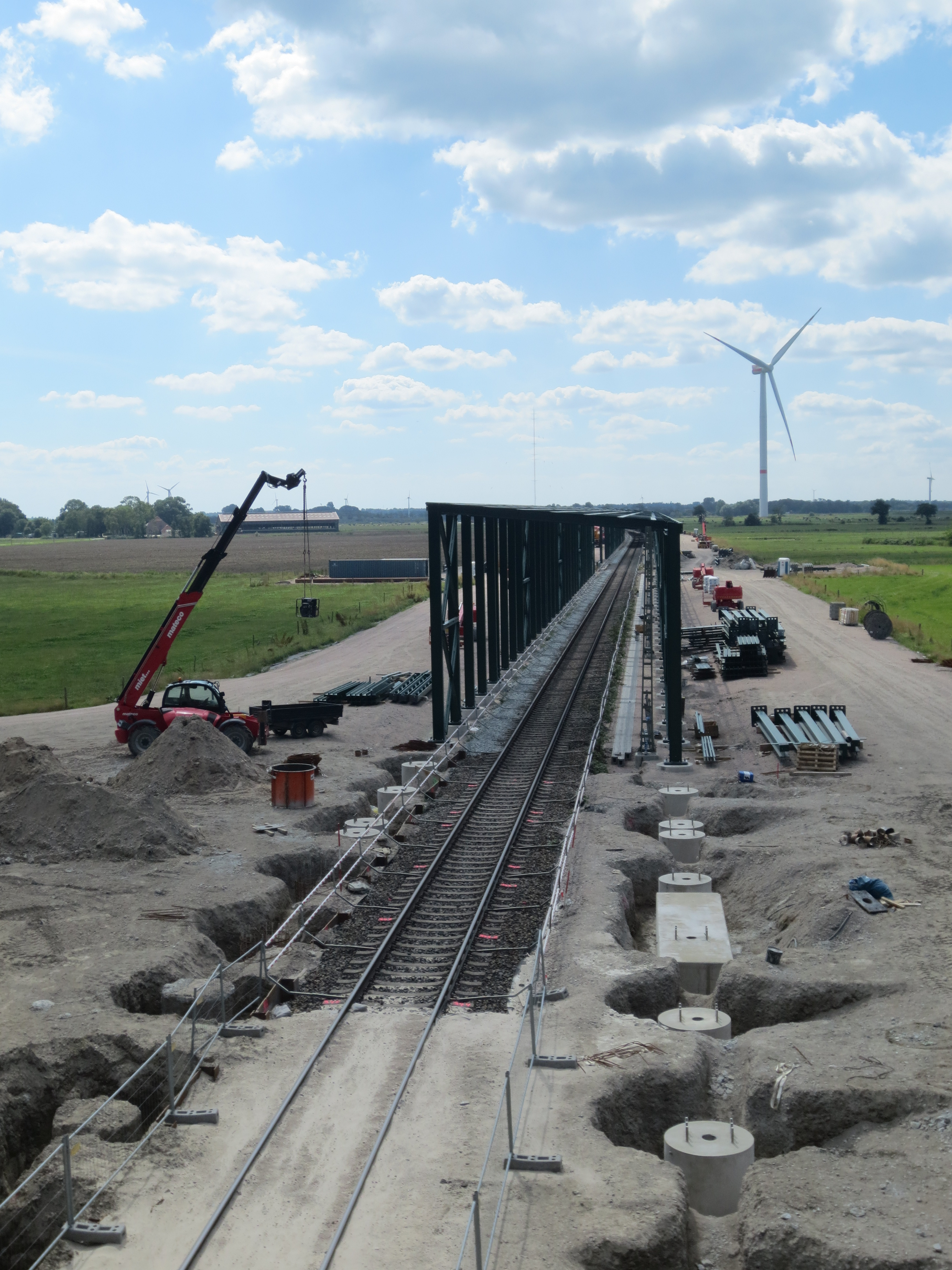
Baustelle der Einhausung der Strecke bei Sengwarden